# Градоначальники Саранска
Саранск был основан в 1641 году как крепость. Изначально его управлением занимались воеводы. Основателем Саранска и первым его воеводой был князь Савва Козловский. Воеводы управляли городом до второй половины XVIII века.
Воеводское управление представляло собой систему местной власти. Воевода строил крепости, имел административную и военную власть, выполнял фискальные функции. Кандидатуру воеводы предлагал Приказ Казанского дворца, а назначал царь. Срок службы составлял 2-3 года. Воеводская власть содержалась за счёт местного населения, что называлось «кормлением». За всю историю Саранском управляло более 30 воевод.
В 1775 году Екатерина II провела Губернскую реформу, после чего в 1786 году воеводское управление в Саранске было отменено. Городом стали управлять городничие. Имя первого городничего Саранска не установлено. Самые ранние сведения относятся к 1801 году, тогда городничим Саранска был купец Иконников. Последующими городничими также были преимущественно купцы. Должность городничего просуществовала до середины XIX века, затем вплоть до 1917 года административную власть осуществлял городской голова.
После Февральской революции в городе был устроен исполнительный комитет народной власти. 10 мая 1918 года возглавляемый большевиками Саранский уездный совет упразднил органы городского управления и земства. Первым советским градоначальником Саранска считается Фёдор Семёнович Каплев, который стал первым председателем Саранского горисполкома в 1918 году. С 1929 года власть в городе осуществлял первый секретарь горкома КПСС и председатель горисполкома. С 1992 года градоначальниками Саранска являются главы администрации, с ноября 2017 года - Главы городского округа Саранск.

## Первые секретари горкома
- Осипов, Иван Васильевич 1938—1940 гг.
- Осипов, Иван Васильевич В 1952—1954 гг.
- Бардин, Михаил Павлович — 1964
- Березин, Анатолий Иванович С апреля 1969 по июль 1970 года
- Вовк, Евгений Александрович 1958? — 1970?
- Храмов, Михаил Тимофеевич 1970 — 1979

## Председатели Саранского горисполкома
- Куприянов, Иван Николаевич 1941 — 1943
- Верендякин, Владимир Варламович

## Главы Саранска (с 1992 года)
- Рыбин, Юрий Иванович (1992—1996)
- Ненюков, Иван Яковлевич (1996—2004)
- Сушков, Владимир Фёдорович (январь 2004 — 14 мая 2012)
- Тултаев, Пётр Николаевич (29 мая — 19 июня 2012, и. о.; 19 июня 2012 — 24 сентября 2021)
- Илья Соколов (24 сентября — 29 декабря 2021, и. о.)
- Асабин, Игорь Юрьевич (с 29 декабря 2021 — н.в.)